# 侯季然
侯季然，台灣電影導演、作家。世界新聞專科學校印刷攝影科（現今的世新大學圖文傳播暨數位出版學系）畢業，國立政治大學廣播電視系、廣電研究所畢業。作品常與時代記憶相關。

## 電影作品
| 電影作品                                | 英文譯名                               | 年份   | 製片                   | 演員                                            | 參展與得獎紀錄 |
| 《星塵15749001》 （實驗片）             | Stardust157491001 (DV)                 | 2003年 |                        |                                                 | 2003 台北電影節 百萬首獎 |
| 《我的747》 （紀錄短片）                | My 747 (DV short)                      | 2004年 |                        |                                                 | 2004公視觀點短片 2005香港IFVA亞洲新力大獎 2005韓國釜山國際影展 2005金穗獎 2005 德國柏林Interfilm影展                                                                                               |
| 《台灣黑電影》 （紀錄片）               | Taiwan Black Movies (16mm Documentary) | 2005年 | 楊元鈴、陳慶祐、謝彩妙 |                                                 | 2005東京影展 2005金馬獎最佳紀錄片入圍 2006 荷蘭鹿特丹影展 |
| 《購物車男孩》 （短片）                 | Shopping Cart Boy                      | 2007年 | 蔡勝哲                 | 是元介                                          | 2006 短片輔導金 |
| 《使景遷》 （短片）                     | Changing View                          | 2008年 |                        |                                                 | 2008 台北國際詩歌節 影像詩競賽 首獎 |
| 《有一天》                              | One Day                                | 2010年 | 陳俊蓉                 | 謝欣穎、張書豪                                  | 2009 高雄電影節 開幕片 2010 柏林影展 青年導演論壇 2010 香港國際電影節 2010 北京華語新導演論壇 最佳劇本 2010 金馬獎 最佳新導演、最佳原著劇本入圍 2010 波蘭華沙影展 2010 俄國海蔘威影展 評審團獎     |
| 《茱麗葉》中的〈該死的茱麗葉〉          | Juliet / Juliet's Choice（短片）       | 2010年 | 李崗                   | 徐若瑄、王柏傑                                  | 2010 釜山影展 短片競賽單元 2010 東京影展 |
| 《10+10》中的〈小夜曲〉 （短片）        | Green Island Serenade                  | 2011年 | 李耀華                 | 紀露霞、黃河                                    | 2011年金馬國際影展開幕片 2012德國柏林影展電影大觀單元 |
| 《南方小羊牧場》                        | When a Wolf Fall in Love with a Sheep  | 2012年 | 李耀華                 | 柯震東、簡嫚書、郭書瑤、陸廷威、蔡振南、林      | 2013年 金馬獎獲最佳視覺效果獎、最佳美術設計入圍 2013年 台北電影節 最佳整體技術獎 2013 香港亞洲電影節 開幕片 2013 紐約亞洲電影節 2013 東京Skip City數位電影節 競賽單元 2013 蒙特婁奇幻影展 最佳導演 |
| 《台北工廠2》中的〈顫慄〉 （短片）      | The Thrill                             | 2014年 | 李烈、葉如芬           | 游安順、Michele Giovanni Cesari、楊貴媚、Duncan | 2014 威尼斯影展 2015 台灣酷兒國際影展 競賽單元 首獎 |
| 《玫瑰少年：葉永鋕》 （紀錄短片）       |                                        | 2015年 |                        |                                                 | 蔡依林巡迴演唱會 影片 |
| 《四十年》 （紀錄片）                   | Ode to Time                            | 2016年 | 李耀華、王師           |                                                 | 2016 東京影展 2017 韓國堤川音樂電影節 競賽單元 |
| 《剪刀找貓》                            | Scissors and the Cat（紀錄短片）       | 2018年 |                        |                                                 | 2018 時光台灣計畫 2018 高雄電影節 國際短片競賽單元 2019桃園紀錄片競賽 |
| 《派娜娜：傳奇女伶高菊花》 （紀錄短片） | Panana                                 | 2020年 |                        |                                                 | · |

影集作品
| 影集作品                                  | 英文譯名                                   | 年份   | 參展與得獎紀錄                |
| 《點臺灣》                                |                                            | 2006年 | ·                             |
| 《聽時代在唱歌》第二集、第三集 （紀錄片） |                                            | 2011年 | ·                             |
| 《書店裡的影像詩》 第一季 （紀錄短片）    | Poetries From the Bookstores (Documentary) | 2014年 | 關島國際影展紀錄片 評審團大獎 |
| 《書店裡的影像詩》 第二季 （紀錄短片）    | Poetries From the Bookstores (Documentary) | 2016年 |                               |
| 《臺灣流行音樂備忘錄》 （紀錄短片）       |                                            | 2022年 |                               |

MV作品

《告別》陳永龍 2010
《一條日光大道》陳永龍 2010
《喜歡可以試穿》陳世川 2010
《陪著我的時候想著他》郭靜 2011
《都給你》宥勝 2013
《下雨的晚上》黃玠 2013
《Diana》黃玠 2013
《不一樣又怎樣》蔡依林 2014 （金曲獎最佳音樂錄影帶 入圍）
《砂礫》陳永龍 2015 
《沒有徐志摩》陳永龍 2015 
《成人 Embryo》HUSH 2023 （金狼獎最佳敘事音樂錄影帶、最佳演員 入圍）
《毋成囝》楊肅浩 2024
《像我這款人》楊肅浩 2024

博物館裝置作品
《給臺灣的一封信》國立台灣歷史博物館
《有溫度的歷史》國立台灣歷史博物館
《城市生活》台北探索館 環境劇場影片
《城市想像》台北探索館 環境劇場影片
《台北好時光》台北探索館 環境劇場影片

創作年表
- 2003年首部個人影像作品《星塵15749001》獲台北電影節百萬首獎。

- 2004年與侯孝賢的三視多媒體公司合作，拍攝台北市政府的台北探索館「環境劇場」影片：《城市生活》與《城市想像》，結合劇情、紀錄與電腦動畫，為台灣首見之十銀幕環繞多媒體劇場電影。

- 2005年完成紀錄報廢摩托車的短片《我的七四七》，入選釜山影展等二十二個國際影展的紀錄，獲得香港IFVA獨立短片競賽Asian New Force大獎及奧地利Sidewalk cinema評審團大獎。

- 2005年完成重新定義台灣70年代末期「社會寫實電影」的紀錄片《台灣黑電影》，入選東京、釜山及鹿特丹等國際影展，入圍金馬獎最佳紀錄長片。

- 2007年獲新聞局電影短片輔導金，拍攝劇情短片《購物車男孩》。入選台北電影節及2007年金馬國際影展。

- 2007年與中華電信基金會計畫合作，拍攝以台灣各地文化創意產業及社區為對象的系列「點·台灣」短片。

- 2007年與滾石文化公司合作，製作公共電視 「台灣流行音樂產業史」系列紀錄片。

- 2008年參與李安與李崗之「推手計畫」，將執導三段式電影《上上》。《上上》並被選為2008香港亞洲電影投資會（HAF）的正式入圍企畫案。

- 2008年以短片《使景遷》獲台北國際詩歌節影像詩競賽首獎。

- 2009年以劇本「南方小羊牧場」獲台北市電影委員會首屆電影劇本競賽金獎。

- 2010年，執導作品《有一天》入圍柏林影展青年導演論壇單元。該片由導演侯孝賢監製，金馬獎最佳女配角謝欣穎、金鐘獎影帝張書豪主演，廖慶松擔任剪接指導[3][4]。

- 2010年，執導作品《有一天》獲金馬獎「最佳原著劇本」「最佳新導演」兩項入圍。

- 2010年，執導作品《有一天》獲北京華語新導演論壇 最佳劇本獎。

- 2010年，執導歌手陳永龍所演唱《告別》、《一條日光大道》等曲的MV。

- 2010年，執導歌手陳世川《喜歡可以試穿》音樂錄影帶，MV女主角：謝欣穎。

- 2010年，執導《茱麗葉》之「該死的茱麗葉」。入圍釜山影展及杜拜影展的短片競賽項目。

- 2011年，執導歌手郭靜所演唱《陪著我的時候想著她》的MV。

- 2011年，參與2011年金馬國際影展開幕片《10+10》電影聯合創作計畫，作品短片《小夜曲》。

- 2012年，第二部電影長片《南方小羊牧場》上映，柯震東、簡嫚書主演。

- 2012年，《南方小羊牧場》獲選為香港亞洲電影節開幕片。

- 2013年，《南方小羊牧場》獲亞洲電影大獎「最佳新人」(簡嫚書)及「最佳視覺效果」兩項入圍。

- 2013年，《南方小羊牧場》獲台北電影獎「最佳整體技術獎」，包含攝影、美術、造型、音樂、音效、特效等全體技術團隊一起獲獎。

- 2013年，《南方小羊牧場》獲加拿大蒙特利爾奇幻國際影展「最佳導演獎」。

- 2013年，《南方小羊牧場》獲金馬獎「最佳美術設計」及「最佳視覺效果」兩項入圍。

- 2013年，執導歌手黃玠所演唱《下雨的晚上》及《Diana》的MV。

- 2014年，拍攝記錄全台灣四十家獨立書店的紀錄片計畫《書店裡的影像詩》。

- 2014年，執導《台北工廠2》之「顫慄」。入選威尼斯影展特別放映單元。

- 2014年，執導歌手蔡依林《不一樣又怎樣》音樂錄影帶，歸亞蕾主演，林心如、蔡依林、張書豪特別演出。入圍金曲獎「最佳音樂錄影帶」。

- 2015年，短片「顫慄」獲台灣國際酷兒影展首獎。

- 2015年，執導「玫瑰少年」葉永鋕紀錄片。

- 2015年，《書店裡的影像詩》獲關島國際影展紀錄片評審團大獎。

- 2016年，拍攝紀錄片《書店裡的影像詩》第二季。

- 2016年，完成以1970年代台灣民歌運動為主題的紀錄片《四十年》，入圍東京國際電影節「亞洲未來」競賽單元。

- 2018年，參與公共電視、國家電影中心及台灣國際紀錄片影展三方合作的「時光台灣」計畫，作品《剪刀找貓》，入圍高雄電影節短片競賽。

- 2020年，完成以1950年代白色恐怖受難者高菊花女士為主角的紀錄片《派娜娜：傳奇女伶高菊花》。

- 2020年，編劇作品《熱帶性憂鬱》獲優良電影劇本獎「特優獎」。

- 2020年，出任金馬獎決選評審。

## 文字創作
- 2006年以散文〈37路開往童年〉奪得首屆台北旅行文學獎首獎。
- 2012年出版第一本散文集《太少的備忘錄》。木馬文化出版。

## 外部連結
- 個人部落格：大少的備忘錄 （页面存档备份，存于）
- 侯季然的新浪微博
- 侯季然在香港影庫上的簡介
- 侯季然在互联网电影资料库（IMDb）上的資料（英文）